# Cystopage sacciformis
Cystopage sacciformis är en svampart som beskrevs av Drechsler 1961. Cystopage sacciformis ingår i släktet Cystopage och familjen Zoopagaceae.   Inga underarter finns listade i Catalogue of Life.